# Joanna Rutkowska
Joanna Rutkowska (Varsavia, 1981) è un'informatica polacca, principalmente conosciuta per le sue ricerche nel campo della vulnerabilità low-level dei sistemi informatici e la diffusione dei malware.
Diventò famosa a livello mondiale dopo gli avvenimenti della conferenza Black Hat Briefings a Las Vegas nell'agosto 2006, dove Rutkowska presentò un attacco sul meccanismo di protezione del Vista kernel, ed anche una tecnica soprannominata Blue Pill (Pillola Blu), che utilizza la virtualizzazione dell'hardware per spostare un sistema operativo in esecuzione dentro una virtual machine. Successivamente è stata nominata da eWeek Magazine una dei "Cinque hacker che hanno lasciato il segno nel 2006" per le sue ricerche sull'argomento. Il concetto originale di Blue Pill fu pubblicato nel maggio del 2006 da un altro ricercatore al IEEE in Oakland sotto il nome di VMBR. La sua efficacia è un tema molto discusso tra i ricercatori.